# Ludvig V av Hessen-Darmstadt
Ludvig V av Hessen-Darmstadt, född 24 september 1577, död 27 juli 1626, var regerande lantgreve av Hessen-Darmstadt från 1596 till 1626.

## Biografi
Ludvig V var son till Georg I av Hessen-Darmstadt och Magdalena av Lippe.
1604 ärvde han en del av Hessen-Marburg efter den barnlöse Ludvig IV av Hessen-Marburg. Den andra delen tillföll Moritz den lärde av Hessen-Kassel, men eftersom Moritz var kalvinist hävdade Ludvig V rätten till hela Hesse-Marburg. Lutherska professorer vid universitet i Marburg som vägrade konvertera till kalvinism grundade 1607 universitetet i Gießen. Detta ledde till en konflikt under trettioåriga kriget mellan Ludvig V (som stod på Kejsarens sida) och Moritz (som tillhörde protestantiska koalitionen). Hessen-Darmstadt härjades svårt av framdragande svenska soldater under kriget.

## Familj
Ludvig V var gift med Magdalena av Brandenburg (1582–1616), dotter till Johan Georg av Brandenburg (1525–1598) och Elisabeth av Anhalt-Zerbst (1563–1607).
De fick barnen:
1. Anna Eleonora av Hessen-Darmstadt (1601–1659)
2. Georg II av Hessen-Darmstadt, lantgreve av Hessen. (1605–1661)
3. Juliane av Hessen-Darmstadt (1606–1659)
4. Johann av Hessen-Braubach (1609–1651)
5. Friedrich av Hessen-Darmstadt (1616–1682)